# Olesea Cojuhari
Olesea Cojuhari (* 29. März 1990 in Kischinjow, MSSR, Sowjetunion als Olessja Koschuchar; russisch Олеся Кожухарь) ist eine ehemalige moldauische Leichtathletin, die sich auf den Sprint spezialisiert hat. Ihre Paradestrecke waren die 400 Meter und über diese Distanz ist sie aktuell Inhaberin des Landesrekordes.

## Sportliche Laufbahn
Erste internationale Erfahrungen sammelte Olesea Cojuhari beim Europäischen Olympischen Jugendfestival (EYOF) 2007 in Belgrad, bei dem sie in 55,59 s den fünften Platz im 400-Meter-Lauf belegte. Anschließend siegte sie in 55,02 s bei den Balkan-Jugendmeisterschaften in Eskişehir. Im Jahr darauf schied sie bei den Juniorenweltmeisterschaften in Bydgoszcz mit 53,80 s im Halbfinale aus und 2011 gelangte sie bei den Balkan-Meisterschaften in Sliwen mit 25,08 s auf den zweiten Platz im B-Lauf über 200 Meter und sicherte sich damit die Bronzemedaille hinter der Griechin Grigoria-Emmanouela Keramida und Celia Trifoi aus Rumänien. Zudem belegte sie dort mit der moldauischen 4-mal-100-Meter-Staffel in 48,13 s den sechsten Platz und wurde mit der 4-mal-400-Meter-Staffel in 3:55,67 min Vierte. Im Jahr darauf belegte sie bei den Balkan-Hallenmeisterschaften in Istanbul in 54,43 s den vierten Platz über 400 Meter und im Juni schied sie bei den Europameisterschaften in Helsinki mit 53,52 s im Vorlauf aus. Daraufhin nahm sie über diese Distanz an den Olympischen Sommerspielen in London teil und schied dort mit 53,64 s in der ersten Runde aus. 2013 belegte sie bei der Sommer-Universiade in Kasan in 53,44 s den achten Platz über 400 Meter und anschließend gewann sie bei den Balkan-Meisterschaften in Stara Sagora in 53,01 s die Silbermedaille hinter der Rumänin Adelina Pastor. Daraufhin schied sie bei den Weltmeisterschaften in Moskau mit 52,45 s in der ersten Runde aus. Im Jahr darauf belegte sie bei den Balkan-Meisterschaften in Pitești in 3:47,82 min den vierten Platz in der 4-mal-400-Meter-Staffel und wurde mit der 4-mal-100-Meter-Staffel in 49,01 s Zweite im B-Lauf. 2015 entschied sie bei den Balkan-Hallenmeisterschaften in Istanbul in 54,92 s den B-Lauf über 400 Meter für sich und im Juni wurde sie bei der 3. Liga der Leichtathletik-Team-Europameisterschaft, die im Rahmen der Europaspiele in Tiflis stattfand in 54,20 s Dritte über 400 Meter hinter der Slowakin Iveta Putalová und Susanne Gogl-Walli aus Österreich und wurde mit der 4-mal-400-Meter-Staffel in 3:41,94 min ebenfalls Dritte hinter den Teams aus der Slowakei und Österreich. Zudem belegte sie mit der 4-mal-100-Meter-Staffel in 47,18 s den fünften Platz. Anschließend schied sie bei der Sommer-Universiade in Gwangju mit 54,28 s im Semifinale über 400 Meter aus, ehe sie bei den Balkan-Meisterschaften in Pitești in 55,02 s den fünften Platz belegte. Im selben Jahr beendete sie dann ihre aktive sportliche Karriere im Alter von 25 Jahren.
In den Jahren 2009 und 2011 sowie 2013 und 2015 wurde Cojuhari moldauische Meisterin im 400-Meter-Lauf sowie 2011 auch über 200 Meter. Zudem wurde sie 2014 Hallenmeisterin im 60-Meter-Lauf sowie 2012 über 200 und 400 Meter.

## Persönliche Bestleistungen
- 200 Meter: 23,6 s, 8. Mai 2012 in Chișinău
  - 60 Meter (Halle): 7,92 s, 8. Februar 2014 in Chișinău
  - 200 Meter (Halle): 24,60 s, 5. Februar 2012 in Chișinău
- 400 Meter: 52,00 s, 15. Juni 2012 in Bukarest (moldauischer Rekord)
  - 400 Meter (Halle): 54,43 s, 18. Februar 2012 in Istanbul